# Раскаєць (Молдова)
Раскаєць (рум. Răscăieţi) — село в Молдові в Штефан-Водському районі. Є адміністративним центром однойменної комуни, до якої також входить село Раскаєцій-Ной.
| Молдова | Це незавершена стаття з географії Молдови. Ви можете допомогти проєкту, виправивши або дописавши її. |

1. ↑  Nicu V. Localitățile Moldovei în documente și cărți vechi: Îndreptar bibliografic. Volumul 2: M-Z — Chișinău: Universitas, 1991. — С. 210. — 434 с. — ISBN 5-362-00842-0